# Celtis tournefortii aetnensis
Il bagolaro dell'Etna (Celtis tournefortii subsp. aetnensis (Tornab.) Raimondo & Schicchi) è una pianta spontanea della famiglia  delle Cannabaceae, endemica della Sicilia. 
È conosciuto in siciliano come favaragghiu, millicuccu o minicuccu.

## Descrizione
Il bagolaro dell'Etna è un albero o arbusto legnoso, cespitoso che può crescere fino ai 6-8 metri; è una pianta caducifoglia e latifoglia. Possiede un legno duro e resistente.
Le foglie sono cuoriformi e debolmente crenate sul bordo.
All'inizio dell'autunno le sue bacche si colorano di arancione/giallo e quando assumono una colorazione molto scura diventano cibo di uccelli ma anche tradizionale assaggio dell'uomo che ne apprezza il profumo ed il sapore assai gradevole.

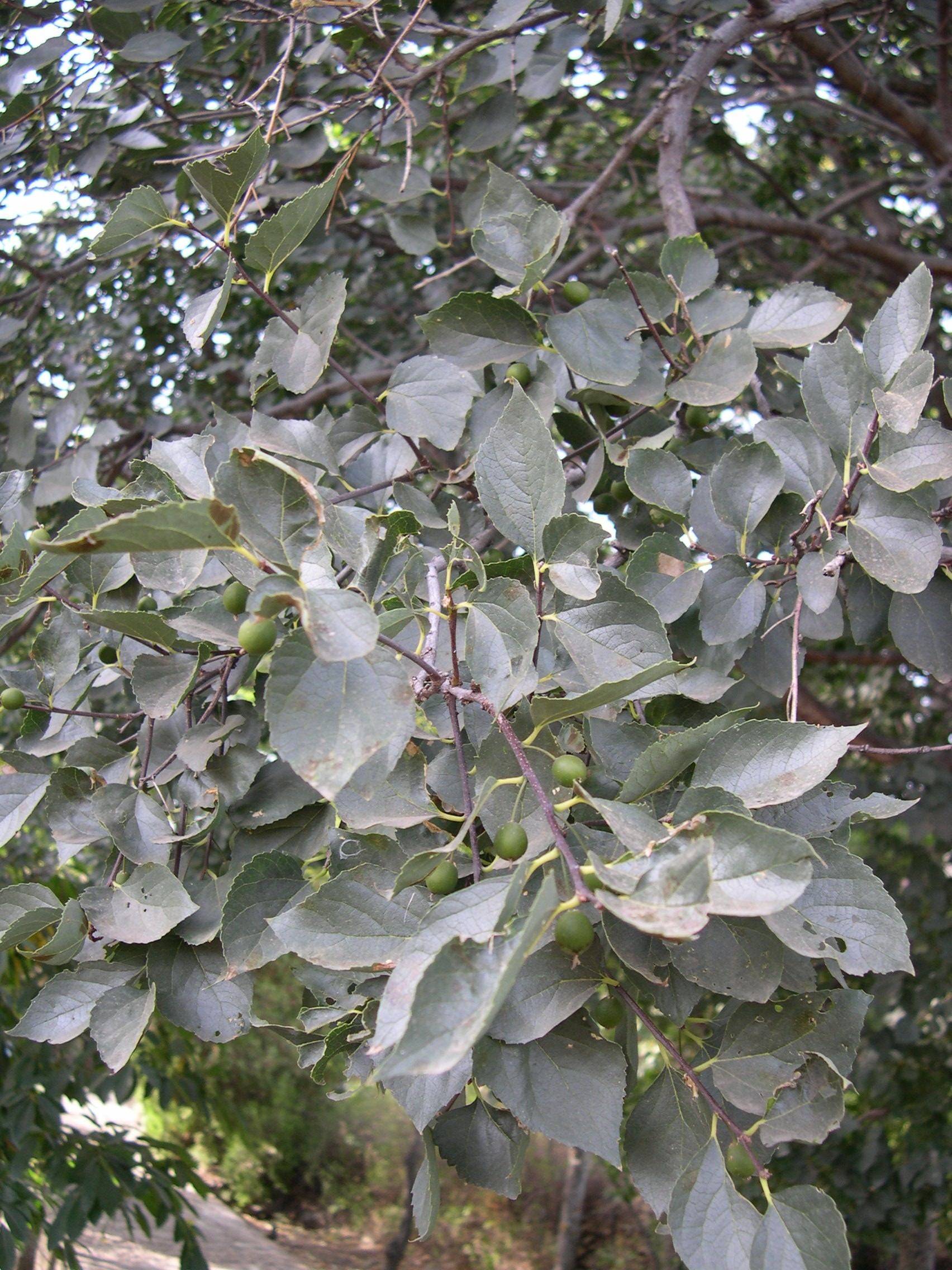
Bacche acerbe
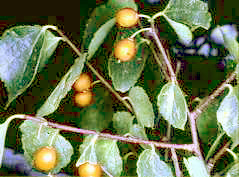
Bacche mezza maturazione

## Distribuzione e habitat
Questa entità è presente sulle pendici sud occidentali dell'Etna, sui Nebrodi, sulle Madonie, sulla Rocca Busambra e sui monti Sicani.
Cresce tra i 500 ed i 900 metri s.l.m..
È compreso fra le specie protette del Parco dell'Etna.

## Usi
Il bagolaro dell'Etna è usato per il legno duro e compatto. I frutti sono eduli.